# Tractat de Frederiksborg
El Tractat de Frederiksborg fou el tractat signat al Palau de Frederiksborg el 3 de juliol de 1720(14 de juliol (C.G.)) que acabà la Gran Guerra del Nord entre Suècia i Dinamarca i Noruega. Suècia havia de pagar 600.000 Riksdaler com a danys de guerra, trencar l'aliança amb Holstein i perdre el dret de passatge lliure de càrrega a l'Öresund. També, Dinamarca obtingué el ple control sobre el ducat de Slesvig.
El tractat establia el retorn de diverses àrees ocupades pels danesos a la Pomerània Sueca a Suècia.